# Череповецька ГРЕС
Череповецька ГРЕС — конденсаційна електростанція у Кадуйському районі Вологодської області, яка забезпечує електричною енергією Вологодсько-Череповецький вузол, селище Кадуй — тепловою енергією та питною водою. Є найбільшою електростанцією Вологодської області.

## Розташування
Череповецька ГРЕС розташована в селищі Кадуй за 50 км на захід від міста Череповець.

## Історія
Будівництво першої черги Череповецькой ГРЕС розпочалось в 1968 році. Перший енергоблок був введений в експлуатацію 22 грудня 1976 року. Блоки № 2 і № 3 введені в 1977 та 1978 роках відповідно.

## Опис
Складається з: 
- 1-а черга (енергоблоки № 1, 2, 3) — три енергоблоки загальною потужністю 630 мегават. Основні види палива — вугілля та природний газ.
- 2-а черга (енергоблок №4) — парогазовий енергоблок, введений в експлуатацію у листопаді 2014 року зі встановленою потужністю 420 мегават, в 2017-2018 роках модернізований зі збільшенням встановленої потужності до 450 МВт. Основний вид палива — природний газ, аварійне паливо — мазут.